# Jet Airways
Pour les articles homonymes, voir JAI.
Jet Airways  était la seconde plus grande compagnie aérienne privée indienne. Elle portait le code IATA 9W et le code OACI JAI.
Son slogan était « The Joy of Flying » (« La joie de voler »). Pour des raisons financières, elle suspendit ses vols internationaux le 12 avril 2019 et ses vols intérieurs le 18 avril.

## Historique

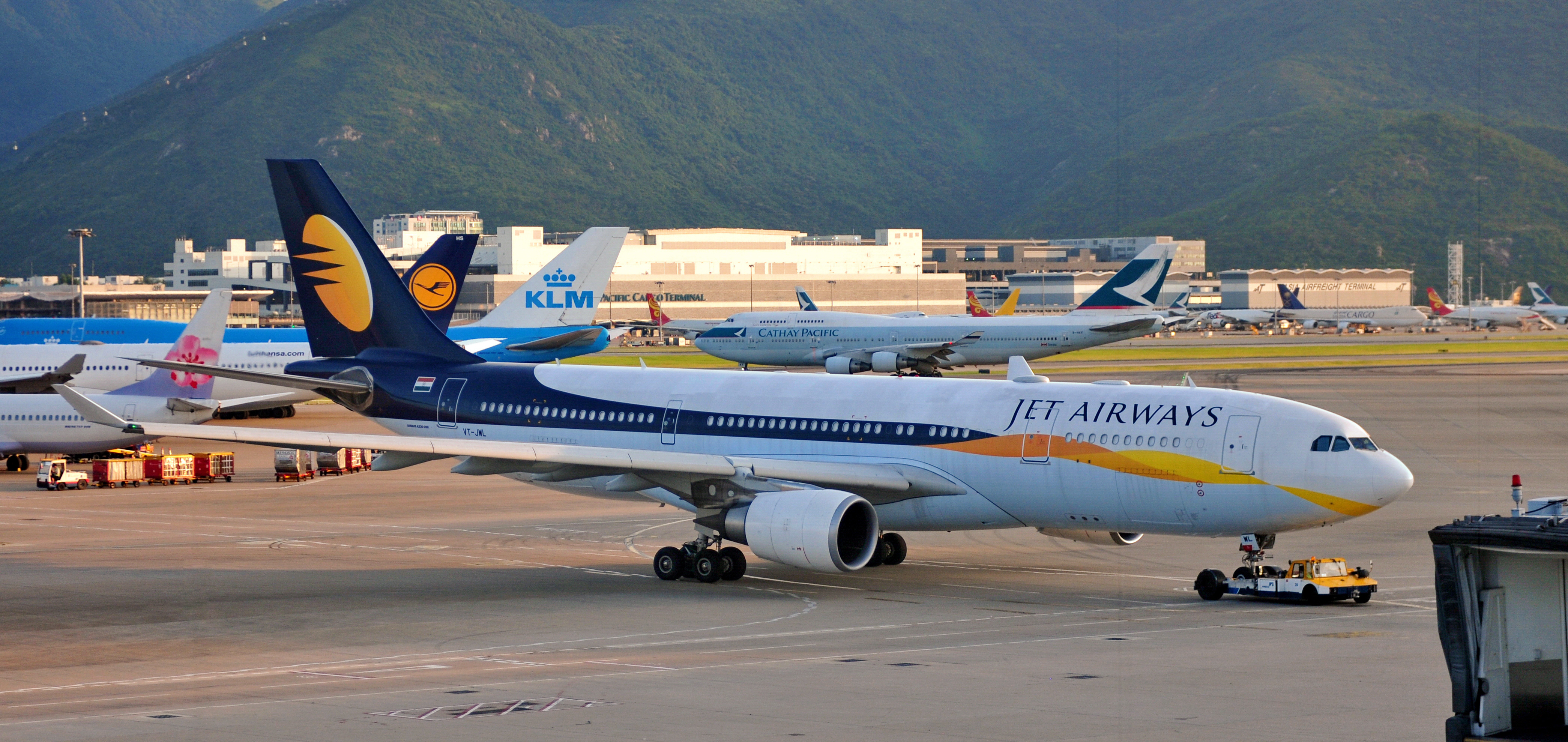
Airbus A330-202 VT-JWL of Jet Airways at Hong Kong Airport

Première compagnie aérienne indienne avec 48 % de parts de marché, elle a été fondée en 1993.
En novembre 2006, elle a reçu une licence de vol vers les États-Unis.
Le 3 avril 2007, Jet Airways a inauguré la liaison directe Londres-Ahmedabad ; la liaison quotidienne Bombay-Bruxelles-Newark est opérée dans les deux sens depuis le 6 août 2007 ; la liaison Delhi-Bruxelles-Toronto à une fréquence quotidienne est inaugurée le 6 septembre 2007.
En février 2008, la livraison de 10 Airbus A330-200 et de 10 Boeing 777-300ER permet le lancement des lignes Bombay-Bruxelles-Newark, Delhi-Bruxelles-Toronto, Madras-Bruxelles-New York JFK.
En décembre 2012, la compagnie exploite  une flotte de 100 appareils, dont 10 Boeing 777-300ER, 60 Boeing 737 (séries 400 à 900), onze Airbus A330-200 et 16 appareils turbopropulsés ATR 72-500 et ATR 72-600. Ses 73 destinations couvrent l’ensemble de l’Inde ainsi qu’entre autres Bangkok, Colombo, Dammam, Dacca, Doha, Hong-Kong, Djeddah, Katmandou, Londres – Heathrow, Milan, Riyad ou Singapour.
Jet Airways a racheté Air Sahara, rebaptisée JetLite puis JetKonnect.
Le 27 mars 2016, Jet Airways quitte Bruxelles et fait de l'aéroport d'Amsterdam Schiphol son nouveau hub européen.
En octobre 2018 des rumeurs de faillite circulent.
Le 12 avril 2019, la compagnie annonce suspendre ses vols internationaux, faute de liquidités et du fait d'une taille de flotte inférieure au seuil minimal fixé par l'autorité d'aviation civile indienne.
La banque indienne Bank State of India décidant de ne plus prêter d'argent à la compagnie, le 17 avril 2019 celle-ci ne peut plus financer ses vols (carburant, salaires de l'équipage...). Elle est contrainte à la suspension de ses opérations à compter du 18 avril 2019.
Avec plus de 1,2 milliard d'€ de dette cumulée, Jet Airways s'effondre en bourse. Dans les jours suivants, un appel d'offres est lancé pour la récupération de la compagnie.
En juin 2019, l'appel d'offres étant infructueux, les créanciers lancent la procédure de faillite.

## Réseau
Le réseau intérieur de Jet Airways était très développé. En janvier 2009, il desservait :

### Amériques
- Canada :
  - Toronto (Pearson)

- États-Unis : 
  - New York (Kennedy),
  - Newark

### Asie
- Arabie saoudite : 
  - Djeddah,
  - Riyad

- Bahreïn
- Bangladesh :
  - Dacca

- Chine :
  - Hong Kong

- Émirats arabes unis :
  - Abou Dabi,
  - Dubaï

- Inde :
  - Agartala,
  - Ahmedabad,
  - Amritsar,
  - Aurangâbâd,
  - Bangalore,
  - Baroda,
  - Varanasi,
  - Bhavnagar,
  - Bhopal,
  - Bombay,
  - Calcutta,
  - Chandigarh,
  - Chennai,

- - Cochin,
  - Coimbatore,
  - Delhi,
  - Diu,
  - Gauhatî,
  - Hyderâbâd,
  - Imphāl,
  - Indore,
  - Jaïpur,
  - Jammu,
  - Jodhpur,
  - Khajurâho,
  - Leh,
  - Lucknow,
  - Madurai,
  - Mangalore,
  - Nagpour,
  - Patna,
  - Pune,
  - Porbandar,
  - Port Blair,
  - Raipur,
  - Rajahmundry,
  - Rajkot,
  - Siliguri,
  - Srinagar,
  - Tirupati,
  - Trivandrum,
  - Udaipur,
  - Vasco da Gama,
  - Visakhapatnam

- Koweït

- Malaisie : 
  - Kuala Lumpur
- Népal :
  - Katmandou
- Oman : 
  - Mascate
- Qatar : 
  - Doha
- Singapour

- Sri Lanka : 
  - Colombo

- Thaïlande : 
  - Bangkok

### Europe
- Pays-Bas : 
  - Amsterdam (Schiphol) les vols étaient opérés en Boeing 777-300

- Royaume-Uni :
  - Londres (Heathrow) les vols étaient opérés en Boeing 777-300
- Italie:
  - Milan
- France :
  - Paris (CDG) le vol direct était opéré en Airbus A330-300[7]

## Flotte historique
Début 2019, peu avant la cessation des opérations de Jet Airways, sa flotte était composée des appareils suivants :
| Modèle           | En service | Commandes | Passagers (F/C/Y)                     | Notes                                                                                     |
| ---------------- | ---------- | --------- | ------------------------------------- | ----------------------------------------------------------------------------------------- |
| Airbus A330-200  | 4          | 5         | — / 18 / 236                          | Les commandes restantes sont en suspens.                                                  |
| Airbus A330-300  | 4          | —         | — / 34 / 259                          |                                                                                           |
| ATR 72-500       | 15         | —         | — / — / 62 — / — / 68                 |                                                                                           |
| Boeing 737-700   | 2          | —         | — / 8 / 126                           |                                                                                           |
| Boeing 737-800   | 64         | —         | — / 16 / 138 — / 12 / 156 — / 8 / 162 |                                                                                           |
| Boeing 737 MAX 8 | 5          | 201       | — / 12 / 162                          | Annulation des commandes. Au total, 200 commandes directes à Boeing + 6 locations à GECAS |
| Boeing 737-900   | 2          | —         | — / 8 / 178                           |                                                                                           |
| Boeing 737-900ER | 4          | —         | — / 12 / 172                          |                                                                                           |
| Boeing 777-300ER | 10         | —         | 8 / 30 / 274 8 / 30 / 308             |                                                                                           |
| Boeing 787-9     | —          | 10        | TBA                                   | Annulation des commandes.                                                                 |
| Total            | 110        | 216       |                                       |                                                                                           |

De plus, sa filiale JetKonnect exploitait les appareils suivants :
| Modèle         | En service | Commandes | Passagers (F/C/Y) | Notes |
| -------------- | ---------- | --------- | ----------------- | ----- |
| ATR 72-600     | 3          | —         | — / — / 68        |       |
| Boeing 737-700 | 2          | —         | — / — / 144       |       |
| Boeing 737-800 | 5          | —         | — / — / 186       |       |
| Total          | 10         | —         |                   |       |

### Galerie

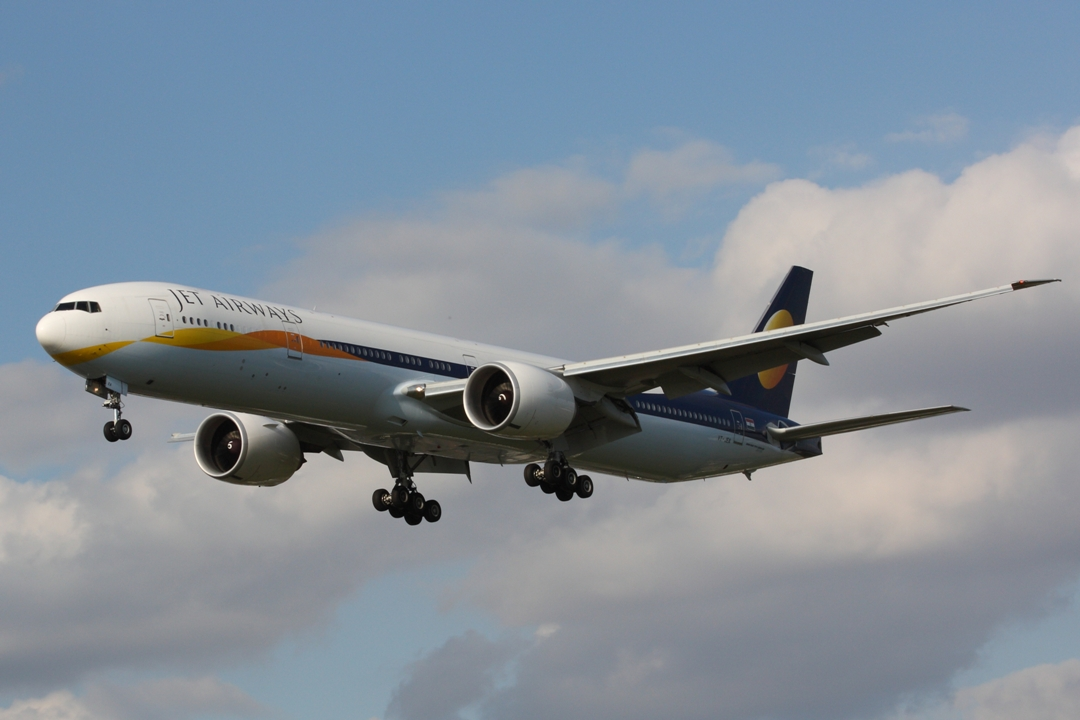
777-300ER.
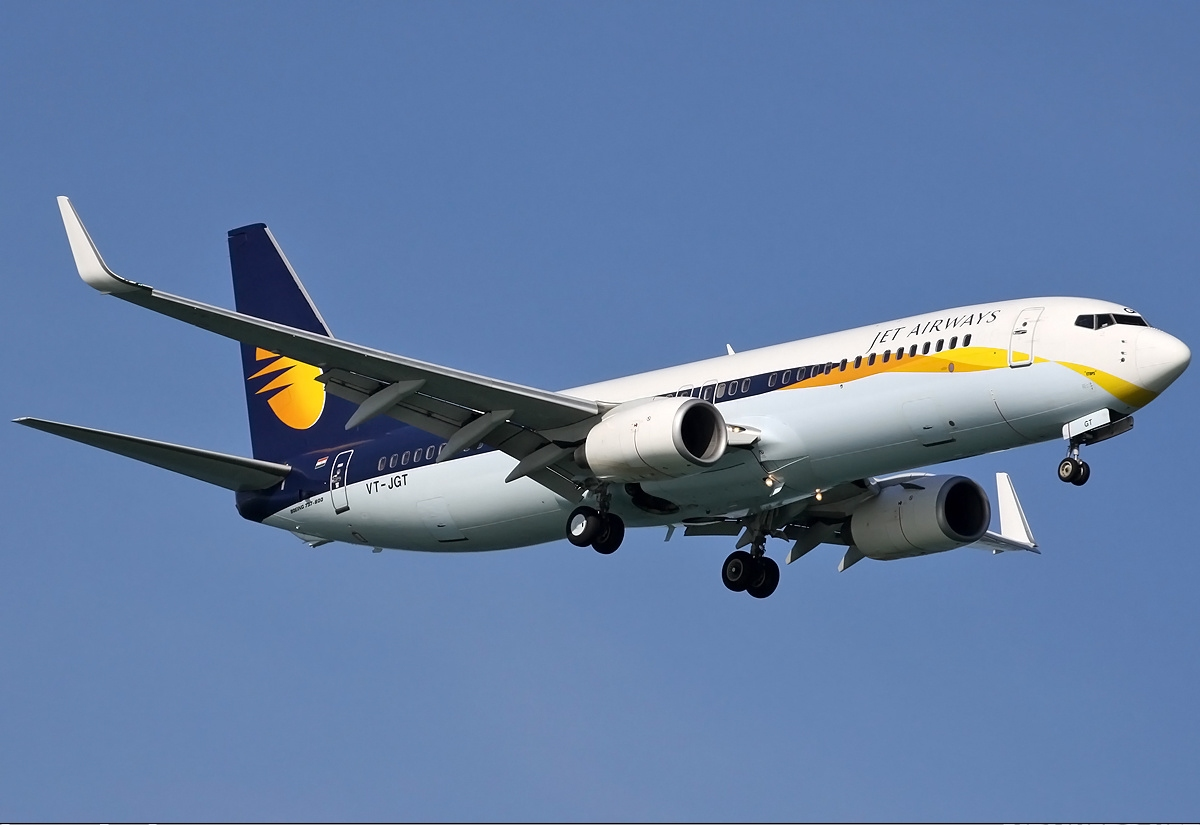
737-800.
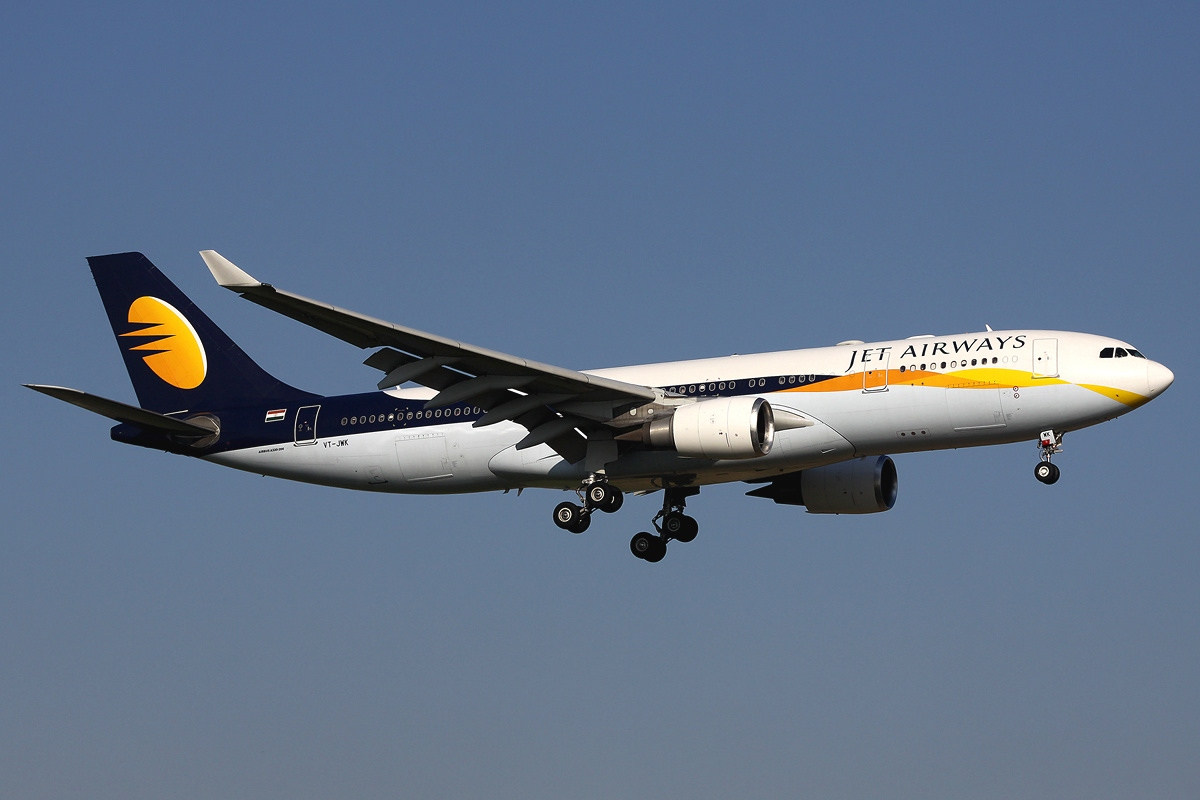
A330-200.
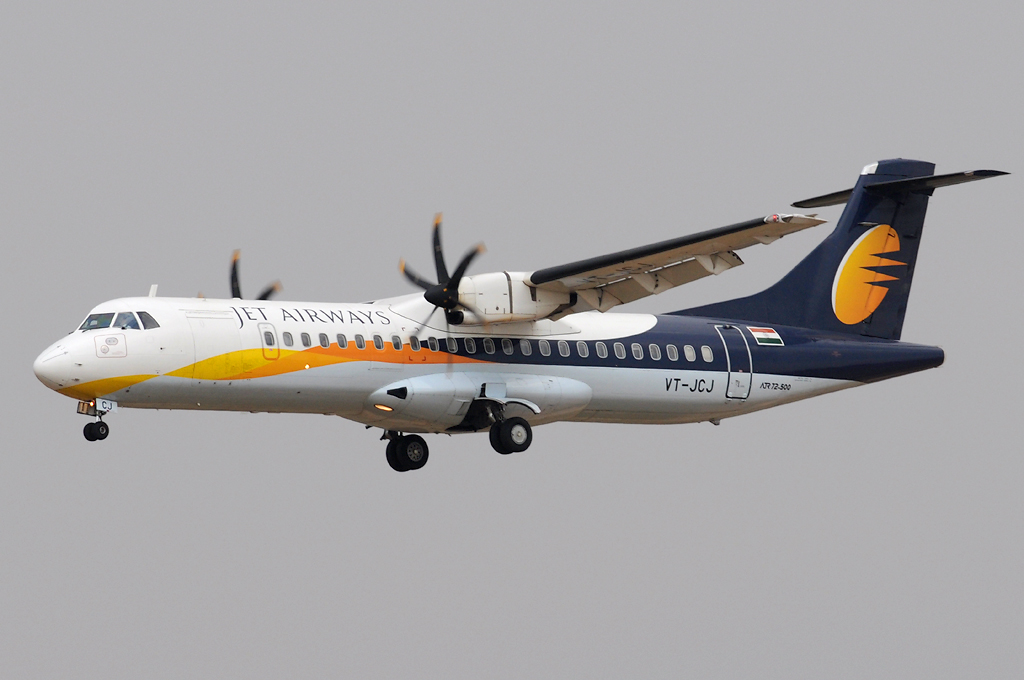
ATR 72-500.